# وولفرسهاوزن
وولفرسهاوزن (به آلمانی: Wölfershausen) یک شهر در آلمان است که در اشمالکالدن-ماینینگن واقع شده‌است. وولفرسهاوزن ۳۸۲ نفر جمعیت دارد.